# (7377) Pizzarello
(7377) Pizzarello – planetoida z pasa głównego asteroid okrążająca Słońce w ciągu 3 lat i 113 dni w średniej odległości 2,22 j.a. Została odkryta 1 marca 1981 roku w Siding Spring Observatory w Australii przez Schelte Busa. Nazwa planetoidy pochodzi od Sandry Pizzarello (ur. 1933), profesora chemii na Uniwersytecie stanu Arizona, pionierki poszukiwań materii organicznej w meteorytach. Przed nadaniem nazwy planetoida nosiła oznaczenie tymczasowe (7377) 1981 EW9.